# 299 Thora
Thora (định danh hành tinh vi hình: 299 Thora) là một tiểu hành tinh ở vành đai chính. Ngày 6 tháng 10 năm 1890, nhà thiên văn học người Áo Johann Palisa phát hiện tiểu hành tinh Thora khi ông thực hiện quan sát ở Viên và đặt tên nó theo tên thần Thor (dạng giống cái: Thora) trong thần thoại Bắc Âu.